# Desmonema glaciale
Desmonema glaciale är en manetart som beskrevs av Helen K. Larson 1986. Desmonema glaciale ingår i släktet Desmonema och familjen Cyaneidae.
Artens utbredningsområde är Södra Ishavet. Inga underarter finns listade i Catalogue of Life.